# Dombeya aethiopica
Dombeya aethiopica é uma espécie de angiospérmica da família Sterculiaceae.
Apenas pode ser encontrada no seguinte país: Etiópia.